# CNTN1
CNTN1 é uma proteína codificada nos humanos pelo gene CNTN1.

O gene CNTN1 (Contactin 1) em humanos codifica uma proteína pertencente à superfamília das imunoglobulinas, sendo uma molécula de adesão celular ancorada à membrana neuronal por meio de glicosilfosfatidilinositol (GPI). Localizado no cromossomo 12q11-q12, o CNTN1 desempenha um papel crucial no desenvolvimento e funcionamento do sistema nervoso, além de estar envolvido em patologias neurológicas e oncogênicas.

## Estrutura e características moleculares
A proteína Contactina-1 possui uma estrutura característica composta por seis domínios imunoglobulina (Ig) do tipo C2 na região N-terminal, seguidos por quatro repetições do tipo fibronectina III (FNIII) na região C-terminal, e uma sequência hidrofóbica terminal que permite sua ancoragem por GPI à matriz extracelular. Essa configuração estrutural é essencial para suas funções biológicas, permitindo interações específicas com outras moléculas da matriz extracelular e proteínas transmembranares.

## Funções biológicas
A CNTN1 é amplamente expressa no cérebro humano e tecidos neuronais, onde atua principalmente como glicoproteína axonal facilitadora do crescimento axonal e da neuritogênese. Além disso, participa ativamente nos processos de diferenciação neuronal, mielinização, sinaptogênese e fasciculação. A interação de CNTN1 com moléculas como tenascina-C, tenascina-R e a proteína tirosina fosfatase receptora β (RPTPβ) promove o crescimento axonal e a integração neurônio-glial.
Estudos em modelos animais demonstraram que camundongos knockout para CNTN1 apresentaram fenótipos cerebelares graves, incluindo desorientação das fibras paralelas dos neurônios granulares e redução significativa do volume cerebelar. Esses animais também exibiram ataxia severa, comprometimento do movimento e letalidade precoce pós-natal.
Além disso, o CNTN1 é expresso na junção neuromuscular (NMJ), tanto em humanos quanto em modelos animais. Mutações nesse gene estão associadas a distúrbios neuromusculares graves, como miopatias congênitas letais e síndromes miastênicas congênitas. Pacientes com mutações no CNTN1 apresentam fraqueza muscular progressiva, ataxia grave e fenótipo miopático severo devido à alteração da comunicação entre nervos e músculos.

## CNTN1 em doenças neurológicas[2]
Alterações na expressão ou função do CNTN1 estão relacionadas a várias patologias neurológicas:
Neuropatias desmielinizantes crônicas inflamatórias (CIDP): Anticorpos contra Contactina-1 são biomarcadores diagnósticos para subtipos específicos dessa doença, indicando um papel crítico na manutenção da integridade nodal e paranodal dos nervos periféricos.
Miopatias congênitas: Mutações homozigóticas em CNTN1 levam à miopatia congênita grave com letalidade precoce devido à perda de função da proteína.
Doenças neurodegenerativas: Estudos genômicos recentes identificaram polimorfismos no gene CNTN1 associados à doença de Parkinson, sugerindo um possível papel na degeneração neuronal periférica observada nessa condição.

## CNTN1 no câncer[4][2][7]
Recentemente, o papel oncogênico emergente do CNTN1 tem sido amplamente investigado. Sua expressão elevada está associada ao desenvolvimento tumoral agressivo em diversos tipos de cânceres humanos como pulmão, próstata, estômago, fígado, tireoide e mama. O mecanismo pelo qual o CNTN1 promove a progressão tumoral inclui:
Indução da transição epitélio-mesenquimal (EMT), essencial para invasão celular e metástase.
Modulação negativa da E-caderina via ativação das vias PI3K/AKT e outras vias associadas ao crescimento tumoral.
Promoção da resistência a quimioterápicos como cisplatina por meio da ativação da via PI3K/AKT.
Estudos experimentais demonstraram que o silenciamento ou inibição do CNTN1 reduz significativamente a capacidade invasiva das células cancerosas in vitro e in vivo.

## CNTN1 no sistema gastrointestinal
Recentemente foi descrito um novo papel para o CNTN1 na regulação da função intestinal. Camundongos deficientes em CNTN1 apresentam prejuízos graves na inervação periférica intestinal que levam a deficiências nutricionais severas não corrigíveis por suplementação alimentar. Esses animais exibem atrofia tímica associada à ativação exacerbada do eixo hipotálamo-pituitária-adrenal (HPA), sugerindo que o CNTN1 também pode desempenhar um papel regulatório entre o sistema nervoso entérico, imunológico e endócrino.

## Perspectivas futuras
Dado o amplo espectro funcional do CNTN1 em processos fisiológicos normais e patológicos, este gene representa um alvo promissor tanto para terapias direcionadas ao câncer quanto para intervenções terapêuticas em doenças neurológicas hereditárias ou adquiridas. Pesquisas futuras devem explorar mais profundamente os mecanismos moleculares subjacentes às funções neurobiológicas do CNTN1, bem como seu potencial terapêutico em doenças oncológicas e neurodegenerativas.

## Leitura de apoio
- Walsh FS, Doherty P (1992). «Glycosylphosphatidylinositol anchored recognition molecules that function in axonal fasciculation, growth and guidance in the nervous system.». Cell Biol. Int. Rep. 15 (11): 1151–66. PMID 1838307. doi:10.1016/0309-1651(91)90061-M
- Peles E, Schlessinger J, Grumet M (1998). «Multi-ligand interactions with receptor-like protein tyrosine phosphatase beta: implications for intercellular signaling.». Trends Biochem. Sci. 23 (4): 121–4. PMID 9584610. doi:10.1016/S0968-0004(98)01195-5
- Olive S, Dubois C, Schachner M, Rougon G (1995). «The F3 neuronal glycosylphosphatidylinositol-linked molecule is localized to glycolipid-enriched membrane subdomains and interacts with L1 and fyn kinase in cerebellum.». J. Neurochem. 65 (5): 2307–17. PMID 7595520. doi:10.1046/j.1471-4159.1995.65052307.x
- Peles E, Nativ M, Campbell PL;  et al. (1995). «The carbonic anhydrase domain of receptor tyrosine phosphatase beta is a functional ligand for the axonal cell recognition molecule contactin.». Cell. 82 (2): 251–60. PMID 7628014. doi:10.1016/0092-8674(95)90312-7
- Berglund EO, Ranscht B (1994). «Molecular cloning and in situ localization of the human contactin gene (CNTN1) on chromosome 12q11-q12.». Genomics. 21 (3): 571–82. PMID 7959734. doi:10.1006/geno.1994.1316
- Reid RA, Bronson DD, Young KM, Hemperly JJ (1994). «Identification and characterization of the human cell adhesion molecule contactin.». Brain Res. Mol. Brain Res. 21 (1-2): 1–8. PMID 8164510. doi:10.1016/0169-328X(94)90372-7
- Yoshihara Y, Kawasaki M, Tamada A;  et al. (1996). «Overlapping and differential expression of BIG-2, BIG-1, TAG-1, and F3: four members of an axon-associated cell adhesion molecule subgroup of the immunoglobulin superfamily.». J. Neurobiol. 28 (1): 51–69. PMID 8586965. doi:10.1002/neu.480280106
- Sakurai T, Lustig M, Nativ M;  et al. (1997). «Induction of neurite outgrowth through contactin and Nr-CAM by extracellular regions of glial receptor tyrosine phosphatase beta.». J. Cell Biol. 136 (4): 907–18. PMC 2132488. PMID 9049255. doi:10.1083/jcb.136.4.907
- Xiao ZC, Taylor J, Montag D;  et al. (1997). «Distinct effects of recombinant tenascin-R domains in neuronal cell functions and identification of the domain interacting with the neuronal recognition molecule F3/11.». Eur. J. Neurosci. 8 (4): 766–82. PMID 9081628. doi:10.1111/j.1460-9568.1996.tb01262.x
- Xiao ZC, Hillenbrand R, Schachner M;  et al. (1997). «Signaling events following the interaction of the neuronal adhesion molecule F3 with the N-terminal domain of tenascin-R.». J. Neurosci. Res. 49 (6): 698–709. PMID 9335257. doi:10.1002/(SICI)1097-4547(19970915)49:6<698::AID-JNR4>3.0.CO;2-2
- Pierre K, Rougon G, Allard M;  et al. (1998). «Regulated expression of the cell adhesion glycoprotein F3 in adult hypothalamic magnocellular neurons.». J. Neurosci. 18 (14): 5333–43. PMID 9651216
- Revest JM, Faivre-Sarrailh C, Maeda N;  et al. (1999). «The interaction between F3 immunoglobulin domains and protein tyrosine phosphatases zeta/beta triggers bidirectional signalling between neurons and glial cells.». Eur. J. Neurosci. 11 (4): 1134–47. PMID 10103110. doi:10.1046/j.1460-9568.1999.00521.x
- Berglund EO, Murai KK, Fredette B;  et al. (2000). «Ataxia and abnormal cerebellar microorganization in mice with ablated contactin gene expression.». Neuron. 24 (3): 739–50. PMID 10595523. doi:10.1016/S0896-6273(00)81126-5
- Pierre K, Dupouy B, Allard M;  et al. (2001). «Mobilization of the cell adhesion glycoprotein F3/contactin to axonal surfaces is activity dependent.». Eur. J. Neurosci. 14 (4): 645–56. PMID 11556889. doi:10.1046/j.0953-816x.2001.01682.x
- Kazarinova-Noyes K, Malhotra JD, McEwen DP;  et al. (2001). «Contactin associates with Na+ channels and increases their functional expression.». J. Neurosci. 21 (19): 7517–25. PMID 11567041
- Pavlou O, Theodorakis K, Falk J;  et al. (2002). «Analysis of interactions of the adhesion molecule TAG-1 and its domains with other immunoglobulin superfamily members.». Mol. Cell. Neurosci. 20 (3): 367–81. PMID 12139915. doi:10.1006/mcne.2002.1105
- Strausberg RL, Feingold EA, Grouse LH;  et al. (2003). «Generation and initial analysis of more than 15,000 full-length human and mouse cDNA sequences.». Proc. Natl. Acad. Sci. U.S.A. 99 (26): 16899–903. PMC 139241. PMID 12477932. doi:10.1073/pnas.242603899
- Garwood J, Heck N, Reichardt F, Faissner A (2003). «Phosphacan short isoform, a novel non-proteoglycan variant of phosphacan/receptor protein tyrosine phosphatase-beta, interacts with neuronal receptors and promotes neurite outgrowth.». J. Biol. Chem. 278 (26): 24164–73. PMID 12700241. doi:10.1074/jbc.M211721200